# Félix Alcan
Felix Mardochée Alcan (Metz, 18 de março de 1841 — Paris, 18 de fevereiro de 1925) foi um publicista e matemático judeu francês. Neto de Gerson Lévy, autor de Orgue et Pioutim, e filho de Moyse Alcan, publicista em Metz.
Após concluir seus estudos no Liceu de Metz, entrou na Escola Normal Superior de Paris em 1862. Quando saiu de Paris em 1865 foi lecturer de matemática até 1869, quando assumiu a gerência da tipografia de seu pai em Metz. Em 1872 foi para Paris, onde no ano seguinte entrou na antiga tipografia de Germer-Baillière, da qual tornou-se chefe em 1883. Em 1880 originou uma série de livros escolares para uso em liceus, com obras sobre ciências, história e filosofia.